# Ordem de Colombo
A Ordem de Colombo foi uma condecoração criada pelo Decreto nº 456 de 6 de junho de 1890 do Chefe do Governo Provisório, Manoel Deodoro da Fonseca. A Ordem foi criada em homenagem à memória do descobridor da América. Foi instituída como uma ordem militar e civil, sendo admitidos nacionais e estrangeiros, sem limitação de número. A Ordem de Colombo foi abolida pela Constituição da República de 1891.

## Graus
Foi dividido em quatro classes, as três primeiras tinham um número limitado de condecorados:
I Classe -  Grã-Cruz: 12  efetivos e 24 honorários;
II Classe - Dignitário - 50 condecorados;
III Classe - Oficial - 150 condecorados;
IV Classe  - Cavaleiro - condecorações ilimitadas.
Segundo o art. 6º, "os Grã-Cruzes efetivos terão as honras do General de Divisão, os honorários de General de Brigada, os Dignitários de Coronel, os Oficiais de Tenente-Coronel e os Cavaleiros de Capitão".

## Características
Conforme o art. 8º do Decreto nº 456 de 6 de junho de 1890, "a medalha da ordem será: uma estrela como a do cruzeiro, esmaltada de branco, assentada sobre raios de prata o encimada por uma de ouro, tendo no centro, em campo azul ferrete, as letras CC de ouro, entrelaçadas".
Uma estrela como a do cruzeiro, esmaltada em branco, assentada sobre raios de prata e encimada por uma de ouro, tendo no centro, em campo azul ferrete, as letras OC de ouro, entrelaçadas.
De acordo com o art. 7º as insignias teria as seguintes características:
Art. 7º. As insignias serão, como nos desenhos anexos:
§ 1º Para os Grã-Cruzes efetivos, colar formado alternadamente por dois CC entrelaçados e coroas de louro, tendo pendente a medalha da ordem; banda passada da direita para a esquerda, do cor azul celeste, cortada ao meio por outra estreita, de cor verde, orlada do encarnado, com a medalha pendente; medalha no lado esquerdo.
§ 2º Para os Grã-Cruzes honorários, as medalhas sem o colar.
§ 3° Para os Dignitários, medalha pendente ao pescoço, de fita com as cores da banda, medalha do lado direito.
§ 4º Para os Oficiais, medalha do lado esquerdo, sem a estrela que há encima.
§ 5º Para os Cavaleiros, medalha pendente, de fita estreita, como de costume.